# 진저우시 (랴오닝성)
진저우(锦州市 / 錦州市)는 중화인민공화국 랴오닝성의 지급시이다. 진저우는 지리적으로 화베이와 둥베이를 연결하는 요서주랑(辽西走廊)에 위치한 전략상 중요한 도시이다. 진저우는 중국의 최북단의 해항이자 보하이 만의 북쪽 해안에 위치한 요서의 경제 중심지이다. 면적은 10111km2이고 인구는 309만 명(2007)이며 이 중 90만 정도가 시구에 거주한다.

## 역사
진저우는 천년이 넘은 고대 도시이다. 원래는 투허(徒河)로 불렸었다. 전국 시대에는 연나라에 속했고 진나라가 중국을 통일한 후에는 요동군의 일부가 되었다. 한나라 때와 삼국 시대에는 유주에 속했다. 당나라 때에는 안동도호부에 속했다. '진저우'라는 이름을 사용하기 시작한 것은 요나라 때 중경도에 속하면서부터이다. 금나라 때에는 동경요양부에 속했고 원나라 때에는 요양행성에 속했으며 명나라 때에는 요동군에 속했다. 청나라 때 진저우의 이름은 진 현으로 바뀌었다. 민국 기간에 랴오닝 성에 속했다가 랴오시 성이 새로 만들어지면서 성도가 되기도 했다. 1954년에 랴오시 성과 랴오둥 성이 합쳐져 랴오닝 성이 됨에 따라 진저우는 다시 여기에 속하게 되었다.

## 지리 및 기후
진저우는 중위도 대의 계절풍 기후 지대에 위치하여 상대적으로 연교차가 큰 편이다. 연평균 기온은 8~9 °C 정도이고 연평균 강수량은 540~640mm이다. 사계절이 뚜렷하고 대륙성 기후를 나타낸다. 진저우의 지리와 자연적인 조건은 농업, 목축업, 어업과 같은 산업의 발전에 이바지하였다.
| 랴오닝성 진저우시의 기후                                      | 랴오닝성 진저우시의 기후 | 랴오닝성 진저우시의 기후 | 랴오닝성 진저우시의 기후 | 랴오닝성 진저우시의 기후 | 랴오닝성 진저우시의 기후 | 랴오닝성 진저우시의 기후 | 랴오닝성 진저우시의 기후 | 랴오닝성 진저우시의 기후 | 랴오닝성 진저우시의 기후 | 랴오닝성 진저우시의 기후 | 랴오닝성 진저우시의 기후 | 랴오닝성 진저우시의 기후 | 랴오닝성 진저우시의 기후 |
| 월                                                            | 1월                      | 2월                      | 3월                      | 4월                      | 5월                      | 6월                      | 7월                      | 8월                      | 9월                      | 10월                     | 11월                     | 12월                     | 연간                     |
| ------------------------------------------------------------- | ------------------------ | ------------------------ | ------------------------ | ------------------------ | ------------------------ | ------------------------ | ------------------------ | ------------------------ | ------------------------ | ------------------------ | ------------------------ | ------------------------ | ------------------------ |
| 역대 최고 기온 °C (°F)                                        | 12.3 (54.1)              | 18.6 (65.5)              | 23.0 (73.4)              | 32.1 (89.8)              | 37.3 (99.1)              | 41.8 (107.2)             | 41.7 (107.1)             | 35.3 (95.5)              | 34.9 (94.8)              | 29.1 (84.4)              | 22.0 (71.6)              | 13.2 (55.8)              | 41.8 (107.2)             |
| 일평균 최고 기온 °C (°F)                                      | −1.6 (29.1)              | 2.5 (36.5)               | 9.2 (48.6)               | 17.4 (63.3)              | 24.1 (75.4)              | 27.2 (81.0)              | 29.4 (84.9)              | 29.2 (84.6)              | 25.4 (77.7)              | 17.9 (64.2)              | 7.7 (45.9)               | 0.3 (32.5)               | 15.7 (60.3)              |
| 일일 평균 기온 °C (°F)                                        | −7.1 (19.2)              | −3.2 (26.2)              | 3.3 (37.9)               | 11.5 (52.7)              | 18.3 (64.9)              | 22.3 (72.1)              | 25.2 (77.4)              | 24.6 (76.3)              | 19.8 (67.6)              | 12.0 (53.6)              | 2.4 (36.3)               | −4.9 (23.2)              | 10.4 (50.6)              |
| 일평균 최저 기온 °C (°F)                                      | −11.3 (11.7)             | −7.7 (18.1)              | −1.5 (29.3)              | 6.3 (43.3)               | 13.1 (55.6)              | 18.1 (64.6)              | 21.7 (71.1)              | 20.7 (69.3)              | 14.8 (58.6)              | 7.0 (44.6)               | −2.0 (28.4)              | −9.0 (15.8)              | 5.9 (42.5)               |
| 역대 최저 기온 °C (°F)                                        | −22.8 (−9.0)             | −19.8 (−3.6)             | −19.3 (−2.7)             | −7.5 (18.5)              | 1.5 (34.7)               | 9.3 (48.7)               | 13.2 (55.8)              | 8.2 (46.8)               | 2.3 (36.1)               | −6.2 (20.8)              | −16.4 (2.5)              | −22.3 (−8.1)             | −22.8 (−9.0)             |
| 평균 강수량 mm (인치)                                         | 2.5 (0.10)               | 3.0 (0.12)               | 7.3 (0.29)               | 23.8 (0.94)              | 52.4 (2.06)              | 94.4 (3.72)              | 145.3 (5.72)             | 140.9 (5.55)             | 40.5 (1.59)              | 29.4 (1.16)              | 13.7 (0.54)              | 3.0 (0.12)               | 556.2 (21.91)            |
| 평균 강수일수 (≥ 0.1 mm)                                      | 1.8                      | 1.7                      | 2.4                      | 5.0                      | 7.3                      | 10.9                     | 10.8                     | 9.3                      | 5.9                      | 4.9                      | 3.2                      | 1.5                      | 64.7                     |
| 평균 강설일수                                                 | 2.8                      | 2.8                      | 2.3                      | 1.0                      | 0                        | 0                        | 0                        | 0                        | 0                        | 0.3                      | 2.6                      | 3.0                      | 14.8                     |
| 평균 상대 습도 (%)                                            | 49                       | 47                       | 44                       | 45                       | 51                       | 66                       | 75                       | 73                       | 63                       | 55                       | 52                       | 51                       | 56                       |
| 평균 월간 일조시간                                            | 205.1                    | 209.8                    | 249.8                    | 249.7                    | 274.5                    | 231.3                    | 207.9                    | 230.6                    | 241.7                    | 226.0                    | 188.4                    | 188.7                    | 2,703.5                  |
| 가능 일조율                                                   | 69                       | 69                       | 67                       | 62                       | 61                       | 51                       | 46                       | 55                       | 65                       | 67                       | 64                       | 66                       | 62                       |
| 출처: 중국기상국 (평년값: 1991년~2020년, 극값: 1971년~2000년) |                          |                          |                          |                          |                          |                          |                          |                          |                          |                          |                          |                          |                          |

## 경제
진저우에는 다양한 산업이 있다. 주요 전통 산업으로 석유화학, 야금, 섬유, 제약, 건축업 등이 있다.

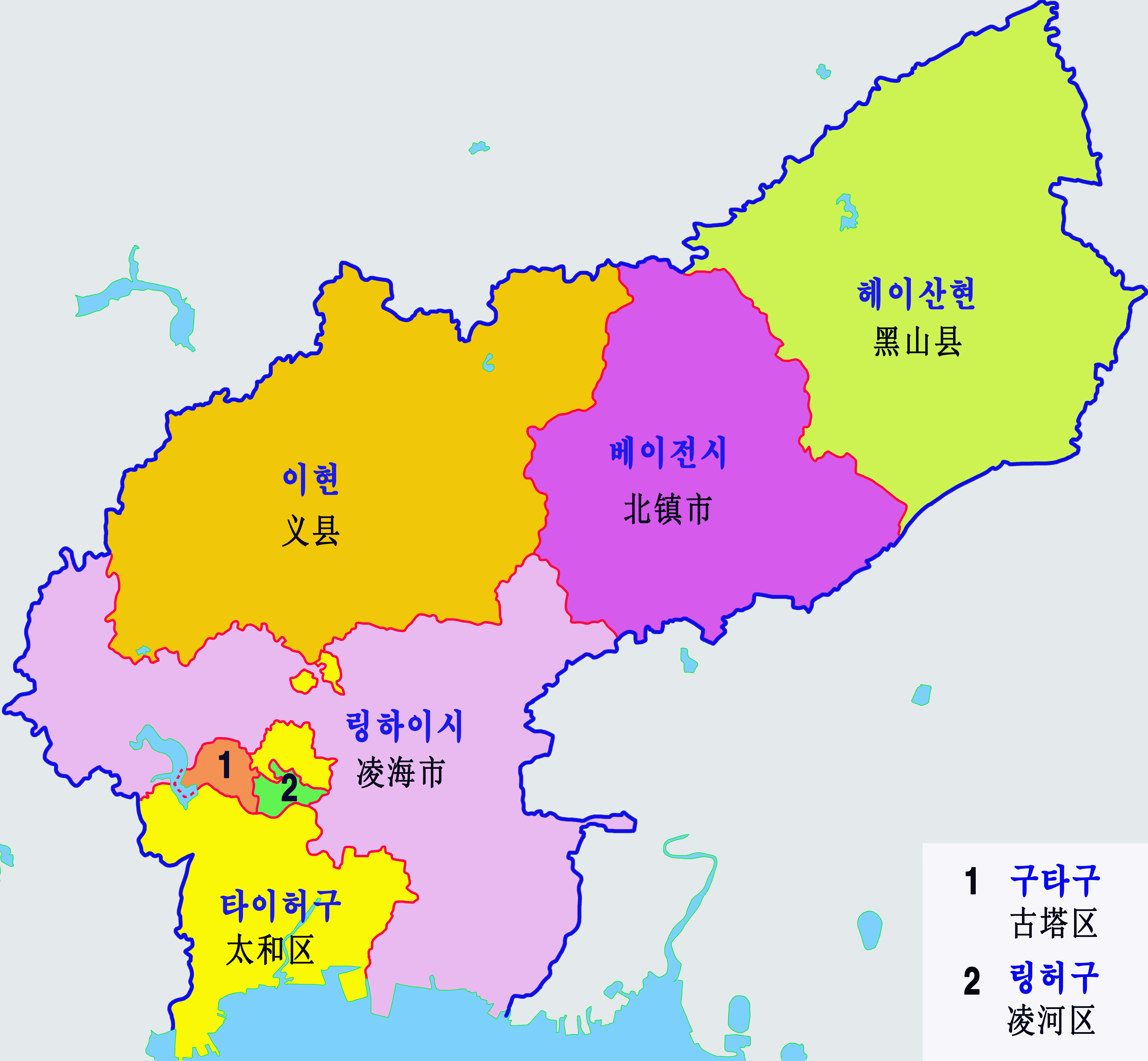
진저우 시 현급구역

## 행정 구역
3개 구, 2개 현급시, 2개 현으로 구성되어 있다.
시할구
- 구타 구(古塔区)
- 링허 구(凌河区)
- 타이허 구(太和区)

현급시
- 링하이 시(凌海市)
- 베이전 시(北镇市)

현
- 이 현(义县)
- 헤이산 현(黑山县)

## 자매 도시
- 대한민국 경기도 파주시
- 일본 도야마현 다카오카시 (1985년 8월 10일 자매도시 제휴)